# 막 다 호의 돼지 이야기
「막 다 호의 돼지 이야기」(고대 아일랜드어: Scéla Muicce Meicc Da Thó 스켈러 미커 멕 다 호)는 아일랜드 신화의 얼스터 대계에 속하는 이야기다.
알릴 막 마타 왕과 메브 여왕의 코나크타와 콘코바르 막 네사 왕의 울라가 라긴의 사냥개 알버(Ailbe)를 두고 다툰 이야기다. 개주인 왕 막 다 호가 중재를 해보겠다고 여각에서 잔치를 여는데, 잔치 자리에서 쿠라드미르를 놓고 싸움이 일어나 난장판이 된다.
이 이야기는 초기 아일랜드어 문학의 대표적 예시로, 기원후 800년경 라긴 지방에서 쓰여졌으나 저자는 전해지지 않는다. 12-18세기에 작성된 6개 필사본에 보존되어 있다. 이 이야기에서 파생된 시들이 여럿 쓰여진 것을 보아 중세에 매우 인기있는 이야기였을 것이다.

## 판본
다음 여섯 필사본에 이야기가 보존되어 있다.
- L 라긴의 서; 더블린 트리니티 칼리지 소장.[4][5][6]
- H H.3.18, 더블린 트리니티 칼리지 소장.[7]
- Hl Harley MS. 5280, fol. 40r-42r (old pagination; fol. 50, 52, 53r, rec. pag.); 대영도서관 소장.
- R 롤린슨 B. 512, fol. 105 v 2–108 r 2; 옥스퍼드 보들리 도서관 소장.[8]
- 에든버러. MS. XXXVI, fol. 86r-91v; 스코틀랜드 국립도서관 소장.[9]
- H.6.8, pp. 37–50; 더블린 트리니티 칼리지 소장.

1935년 루돌프 투르나이젠이 필사본마다 보존된 이야기들을 정리해서 한 권의 책으로 편찬해냈다.

## 줄거리
막 다 호는 라긴의 국왕이라고 되어 있는데, 사실 라긴 국왕 메스 게그러의 동생이며 브루가드(brugaid, "지주landowner" 또는 "구호사hospitaller")인 메스 로디어(Mes Róidia)인 것으로 보인다. 『라긴의 서』에 실린 족보시나 「막 다 호의 돼지 이야기」 R 판본에는 그렇게 되어 있다.
딘센허스에는 막 다 호에게 마너 아흐라(Maine Athrai)라는 아내가 있었고, 부부 사이에 레너(Lena)라는 아들이 있었다고 한다.
아무튼 라긴 국왕 또는 라긴의 여관주 막 다 호에게는 알버(Ailbe)라는 사냥개가 있어서 이 개 혼자 막 다 호의 땅을 다 지켰다. 코나크타의 알릴과 메브 부부, 그리고 울라의 콘코바르 등 에린 땅의 다른 왕들은 이 개가 탐이 났다. 코나크타에서는 라긴에 사신을 보내 젖소 160 마리와 전차 한 대, 코나크타에서 가장 좋은 말 두 필을 일시불로 주고, 같은 내용으로 이듬해 한번 더 주겠다고 제안하며 개와 바꾸자고 한다. 한편 울라의 사신은 “북쪽의 보물과 가축과 기타 모든 것”을 조건으로 걸고, 그것과 개를 바꿈으로써 맺을 수 있는 “대단한 우정”에 기반한 동맹을 제안한다.
막 다 호는 아내의 충고에 따라 양쪽에 모두 개를 주겠다고 약속해서 양쪽의 싸움을 붙이기로 한다. 그래서 개를 받으러 온 양측 대표단이 막 다 호의 여관에서 열린 연회에 같은 날 도착한다. 막 다 호의 여관은 당대 에린에서 가장 대단한 다섯 개의 전설적인 여관 중 하나였는데, 출입구가 일곱 개, 소고기와 염장한 돼지고기가 가득한 솥이 일곱 개, 불구덩이가 일곱 개 있었으며 문간들 사이의 간격은 50 걸음이었다.
막 다 호는 이 잔치를 위해 자기 돼지를 잡았는데, 이 돼지는 젖소 60 마리의 젖을 7년 동안 먹으며 자라서 덩치가 황소 40 마리와 같았다. 울라인들과 코나크타인들은 돼지고기를 보자 누가 쿠라드미르를 가질지부터 생각했다. 양측은 각자 전사들이 나서 자신의 전과를 자랑함으로써 승패를 가리자는 데 동의했다. 코나크타의 전사 케트 막 마가크가 먼저 나섰고, 자신에게 도전해오는 울라인 전사들을 자신이 과거에 어떻게 이겼는지 일일이 언급하며 입을 다물게 만들었다. 케트는 옹구스 막 람 가비드에게는 그 아버지 람 가비드의 팔을 자른 것이 자신임을, 오간 막 두르하크트에게는 소떼를 놓고 싸우다 자신에게 눈이 뽑혔음을, 민레무르 막 게렌드에게는 자기가 그의 아들의 수급을 취한 지 6일도 되지 않았음을, 멘드 막 살커드에게는 그 아버지 살커드의 발을 자른 것이 자신임을 언급해 패배시켰다. 심지어 울라의 강자 켈트하르 막 우허하르도 케트의 창에 맞아 고자가 되었음을, 콘코바르 왕의 아들 쿠스라드 멘드 마하도 처음 무기를 들고 전장에 나갔을 때 케트의 창에 목이 꿰뚫려 부하의 3분의 1을 버리고 도망갔음을 조롱당했다. 울라 전사들은 케트에게 패배할 때마다 수치에 사로잡혀 자리에 다시 앉을 수밖에 없었다.
케트가 승리를 선언하려 하는 순간, 울라의 코날 케르나크가 여관에 들어섰다. 여관의 절반을 차지한 울라인들이 우레와 같은 함성으로 그를 환영했다. 사사로이는 외삼촌과 조카 사이인 케트와 코날은 예스런 인사를 주고받고, 케트는 조카 코날이 자기보다 뛰어난 전사임을 인정한다. 하지만 케트는 자기 동생 아눌란(Anlúan)이 있었다면 코날을 이겼을 것이라는 뜻에서 아눌란이 없어서 아쉽다고 말한다. 그러자 코날은 아눌란은 여기 있다며 방금 베어 온 아눌란의 목을 케트의 가슴팍에 집어던졌다.
케트는 수치스러워하며 돼지를 코날에게 양보했고, 코날은 뱃살을 쿠라드미르로 취했다. 이후 울라측의 아홉 명이 각자 자기 몫을 떼어가고 나니 코나크타인들에게는 돼지 앞족발 두 개밖에 남지 않았다. 자신들에게 돌아온 빈약한 몫에 화난 코나크타인들이 들고 일어나 여관 안에서 한 차례 술시합이 벌어지고, 그 뒤 양측은 패싸움을 하기 위해 마당으로 우루루 몰려나갔다. 페르구스가 커다란 참나무를 땅에서 뽑아내 갈기갈기 찢었다. 막 다 호는 알버의 목줄을 풀고 개가 직접 선택하게 했다. 알버는 울라인들 쪽으로 갔다. 뒤이어 벌어진 싸움에서 코나크타 쪽이 참패했지만, 알버는 싸움 와중에 알릴의 마차부 페르 로거(Fer Loga)에게 목이 잘려 죽었다. 알버가 죽은 장소는 마그 날비(Mag nAilbi)인데, 오늘날의 미스주 모이날비(Moynalvy)에 해당한다. 마그 날비란 곧 "알버의 들판"이라는 뜻이다.
울라인들의 패거리가 미데를 서쪽으로 가로지르며 가는 가운데, 페르 로거는 덤불 속에 숨어 있다가 콘코바르의 전차가 지나갈 때 전차에 펄쩍 뛰어올라 뒤에서 콘코바르의 목을 붙잡았다. 콘코바르는 페르 로거가 원하는 것은 무엇이든지 주겠다고 약속했다. 페르 로거는 울라의 수도 에번 바허로 자신을 데려가 울라의 여인들과 그녀들의 묘령의 딸들이 자신에게 매일 저녁 합창으로 “페르 로거는 내 사랑”이라고 노래를 불러주기를 원한다고 했다. 1년 뒤, 페르 로거는 콘코바르의 말 두 필에 황금 굴레 두 개를 각각 씌워 데리고 아흐 루언을 지나 서쪽으로 돌아갔다.